# 竹之下寛次
竹之下 寛次（たけのした ひろつぐ 1942年11月30日 - ）は、テレビプロデューサー・演出家。ドリマックス・テレビジョン(現・TBSスパークル)所属のエグゼクティブプロデューサー兼演出家。兵庫県出身。

## 来歴・人物
1966年、東京大学卒業後にTBSに入社。以後、多くのドラマに関わり、1979年から始まった『3年B組金八先生』の第1シリーズと第2シリーズでチーフディレクターを務めた。制作一部ドラマ担当部長などの管理職を経て、2008年現在、ドリマックス・テレビジョンに所属。
また、『3年B組金八先生』では1979年10月26日放送の第1シリーズ第1話の演出を手掛けたディレクターでもある。

## 主な演出作品

### TBS時代
- 時間ですよ（1971 - 1973年）
- 寺内貫太郎一家（1974年）
- 3年B組金八先生 第1シリーズ（1979 - 1980年）チーフディレクター
- 3年B組金八先生 第2シリーズ（1980 - 1981年）チーフディレクター
- 茜さんのお弁当（1981年）
- 親と子の誤算（1982年）
- おゆう（1983年）
- 無邪気な関係（1984年）プロデュース
- 花田春吉なんでもやります（1985年）プロデュース
- 3年B組金八先生スペシャル イジメられっ子金八先生（1985年）プロデュース
- 華やかな誤算（1985 - 1986年）
- 親子ゲーム（1986年）
- となりの女（1986年）
- おんなは一生懸命（1987年）
- 親子ジグザグ（1987年）
- とんぼ（1988年）
- 3年B組金八先生 第3シリーズ（1988年）
- 忠臣蔵（1990年）
- ホットドッグ（1990年）
- RUN（1993年）
- 僕が彼女に、借金をした理由。（1994年）
- 新婚なり!（1995年）
- 3年B組金八先生 第4シリーズ（1995 - 1996年）
- 協奏曲（1996年）
- 青い鳥（1997年）
- 先生知らないの?（1998年）
- ディア・フレンド （1999年）
- L×I×V×E（2000年）
- 百年の物語 第2夜（2000年）
- 真夏のメリークリスマス（2000年）
- ブラザー☆ビート（2005年）

### ドリマックス時代
- ガチバカ!（2006年）
- 松本清張スペシャルドラマ・塗られた本（2007年）
- 渡る世間は鬼ばかり 第9シリーズ（2008年）
- ハンチョウ〜神南署安積班〜（2009年）
- 松本清張生誕100年記念スペシャルドラマ・火と汐（2009年）

## 関連人物
| TBS関係 - 柳井満 - 生野慈朗 - 福澤克雄 - 八木康夫 | 番組関係 - 武田鉄矢 - 鶴見辰吾 - 杉田かおる - 沖田浩之 - 直江喜一 - 長渕剛 |